# 第296步兵師 (德國國防軍)
德國國防軍陸軍第296步兵師（德語：296. Infanterie-Division）是納粹德國國防軍陸軍的一個步兵師。該師於1940年2月組建。
該師組建後，首次作戰為參與1941年6月的巴巴羅薩行動，此後一直在東線作戰。
該師最後於1944年巴格拉基昂行動期間在博布鲁伊斯克被殲，同年8月解散。

## 註腳
1. ↑  Mitcham（2007年）